# 안장 (신라)
안장(安長, ? ~ ?)은 신라의 거문고 명인이다. 이찬 윤흥(尹興)에게 발탁되어 청장(淸長)과 함께 지리산에 묻혀 사는 귀금(貴金)으로부터 희귀한 거문고의 음악을 전수받고 아들 극상(克相)·극종(克宗)에게 계승시켰다.